# Clairoix
Clairoix är en kommun i departementet Oise i regionen Hauts-de-France i norra Frankrike. Kommunen ligger i kantonen Compiègne-Nord som tillhör arrondissementet Compiègne. År 2022 hade Clairoix 2 220 invånare.

## Befolkningsutveckling
Antalet invånare i kommunen Clairoix
| Referens: INSEE |